# Südwestkirchhof Stahnsdorf

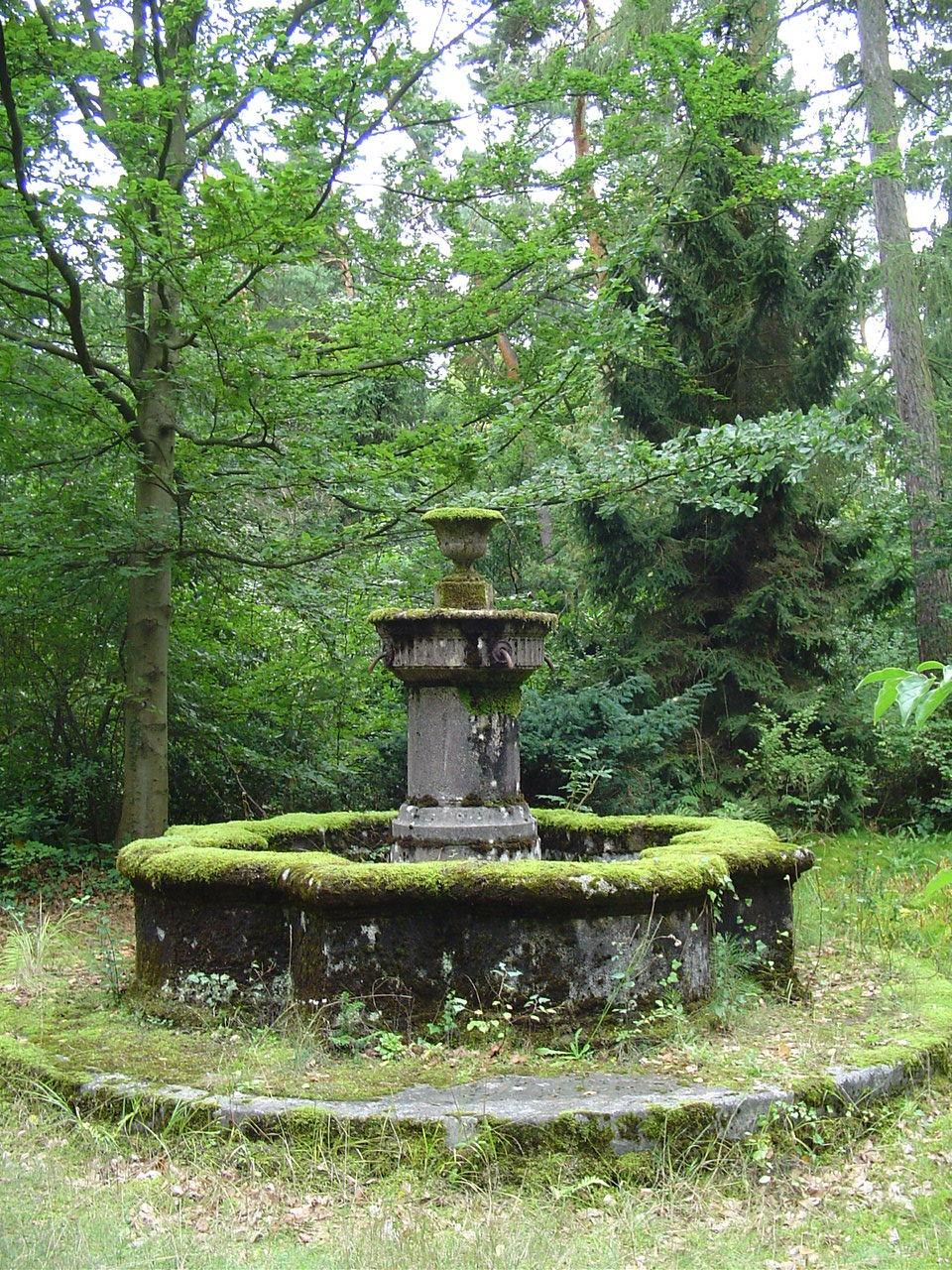
Fonte lacrada

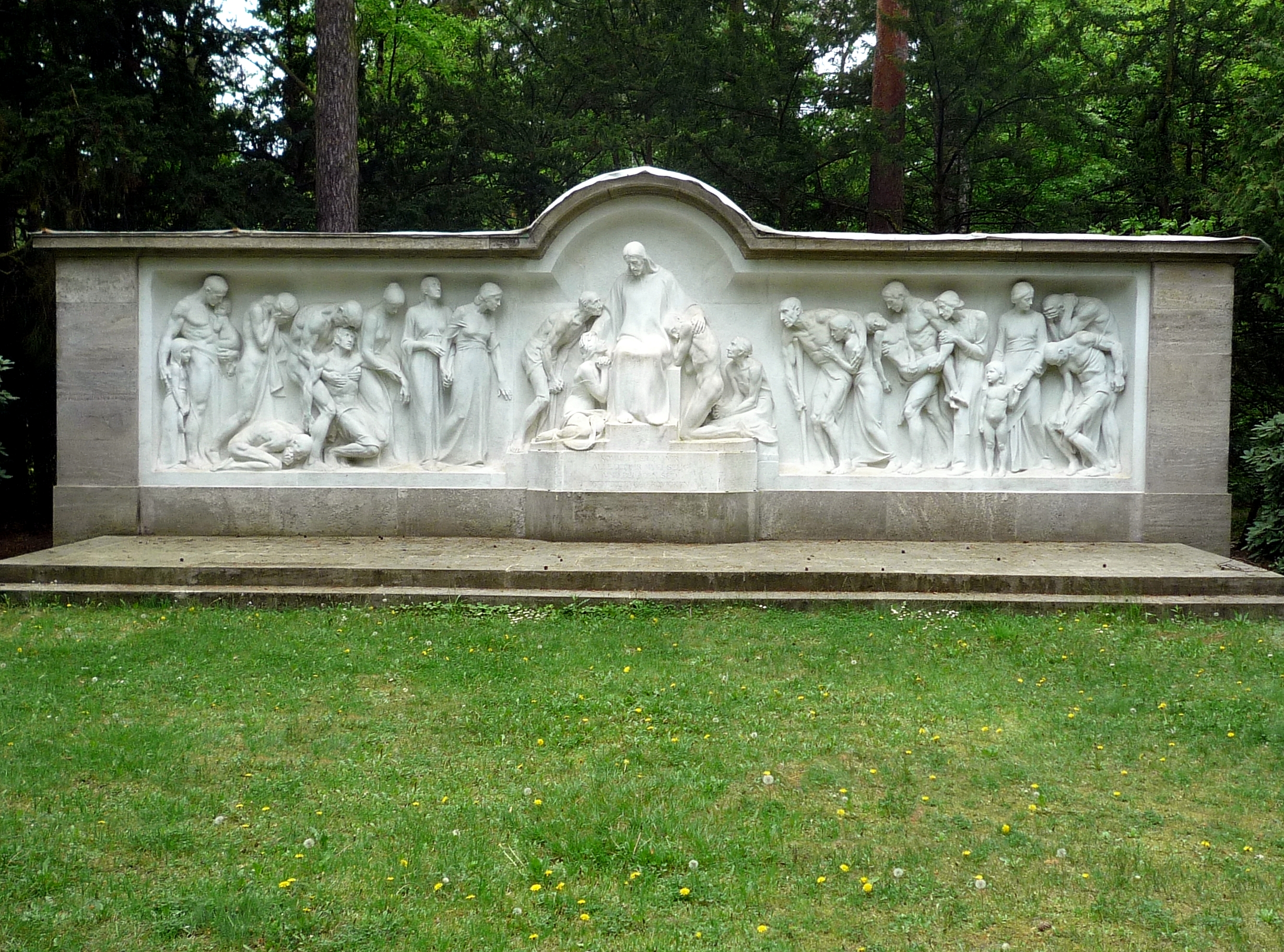
Das Christusdenkmal von Ludwig Manzel

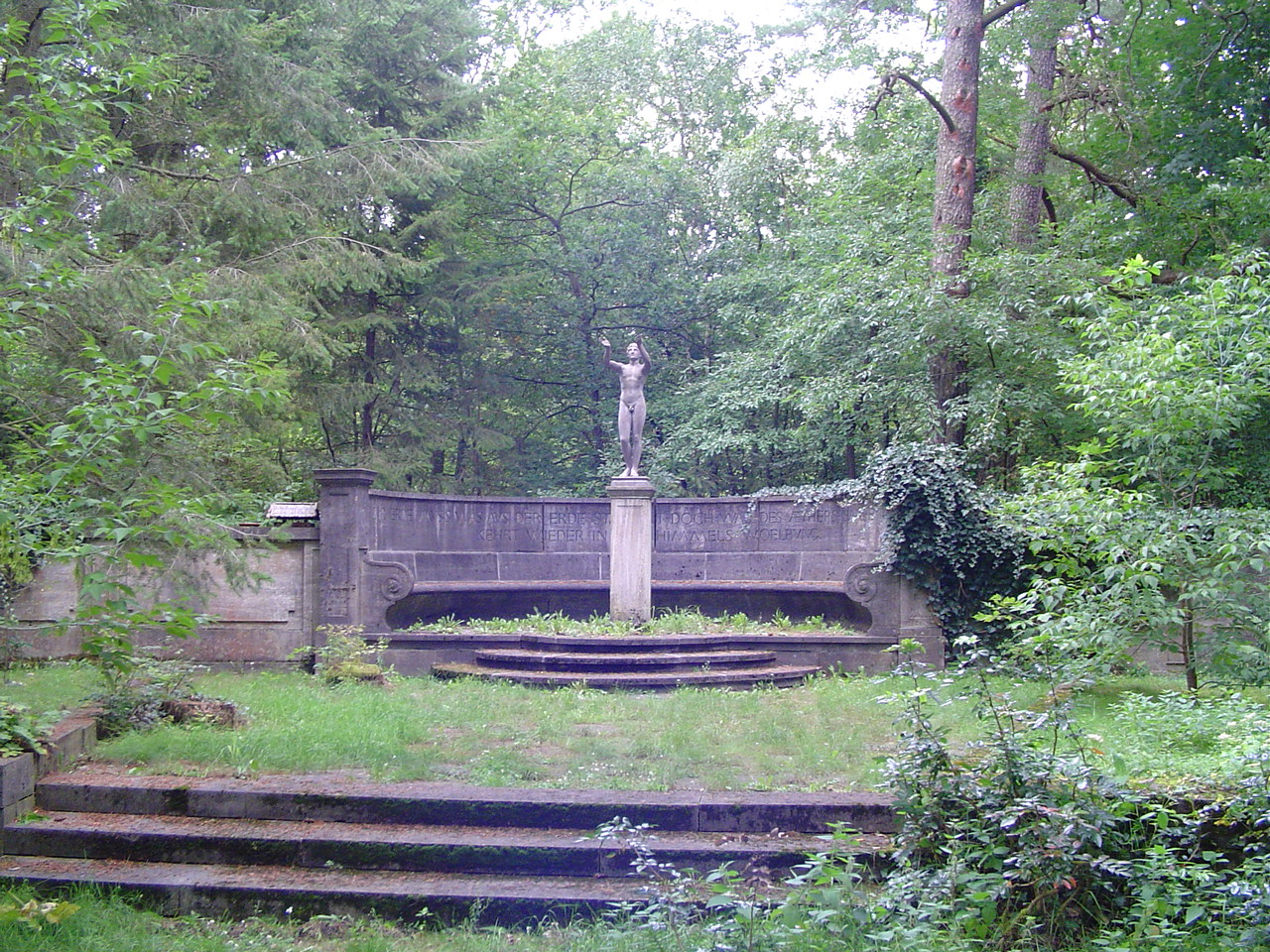
Túmulo de Solmssen no bloco Trinitatis a partir de 1930; por trás da figura de bronze a inscrição:
O que vem da terra deve ir para a terra. Mas o que germinou a semente do éter retorna novamente no arco do céu.

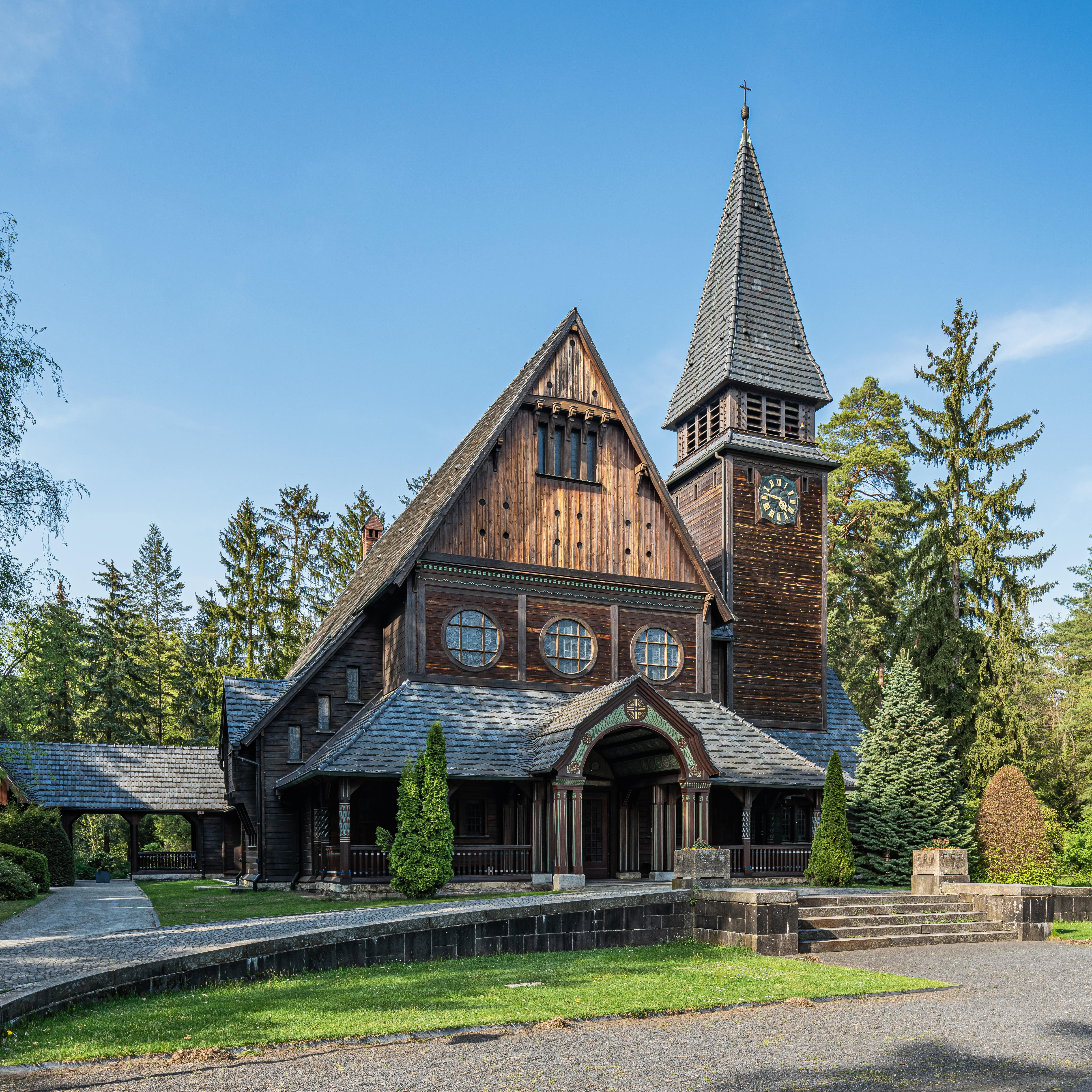
A Capela De Madeira

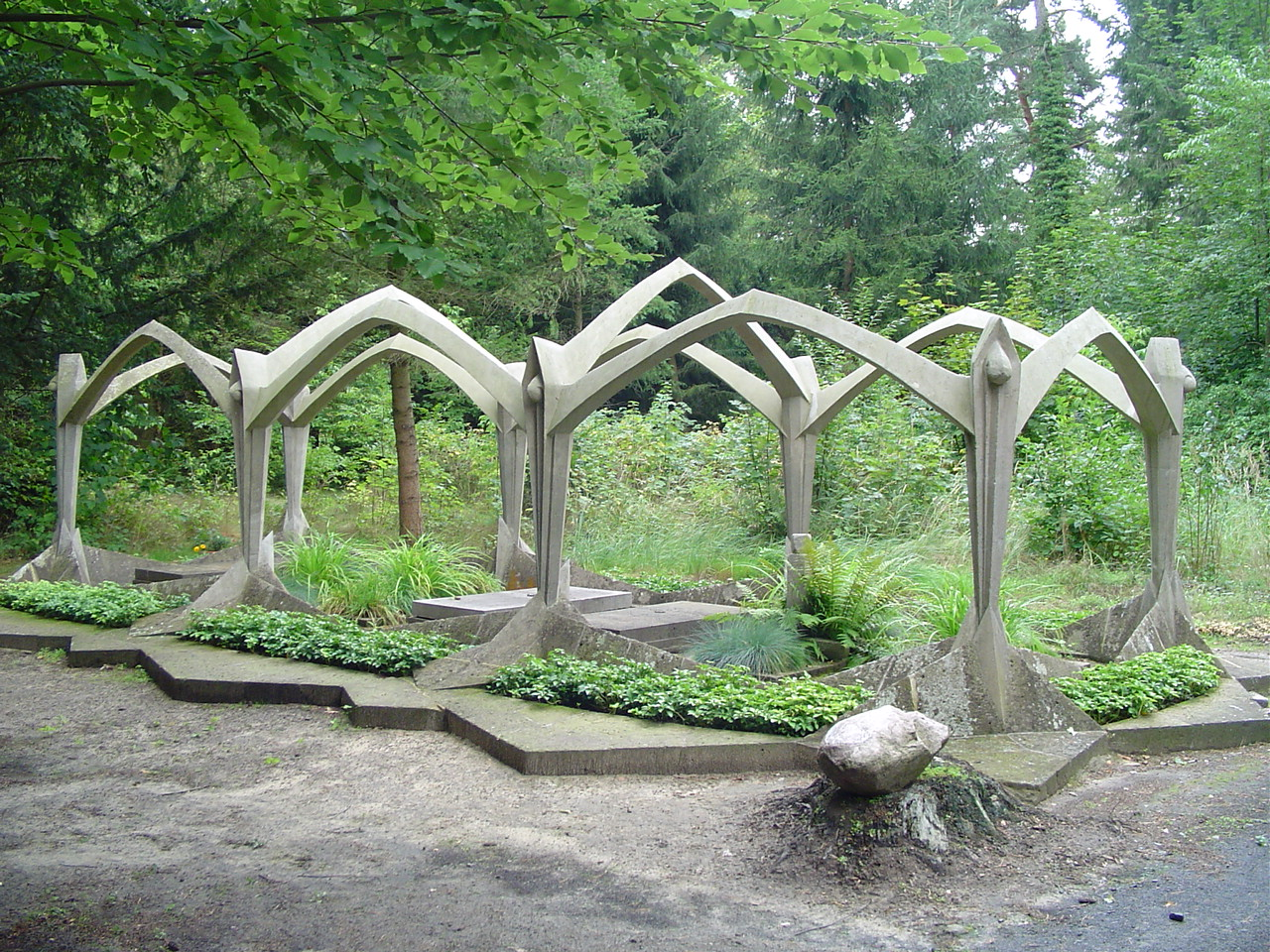

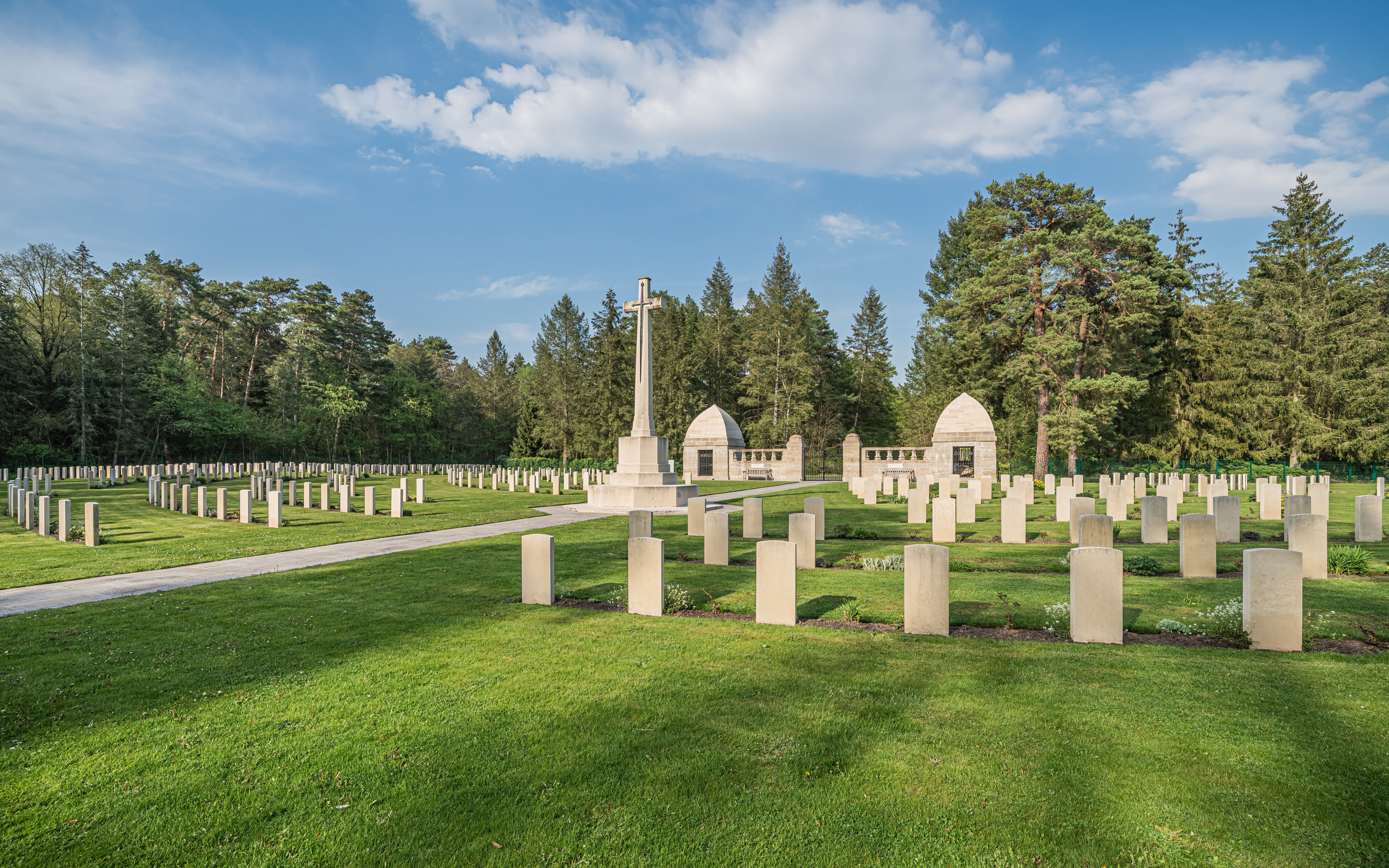
Túmulo do Soldado Britânico

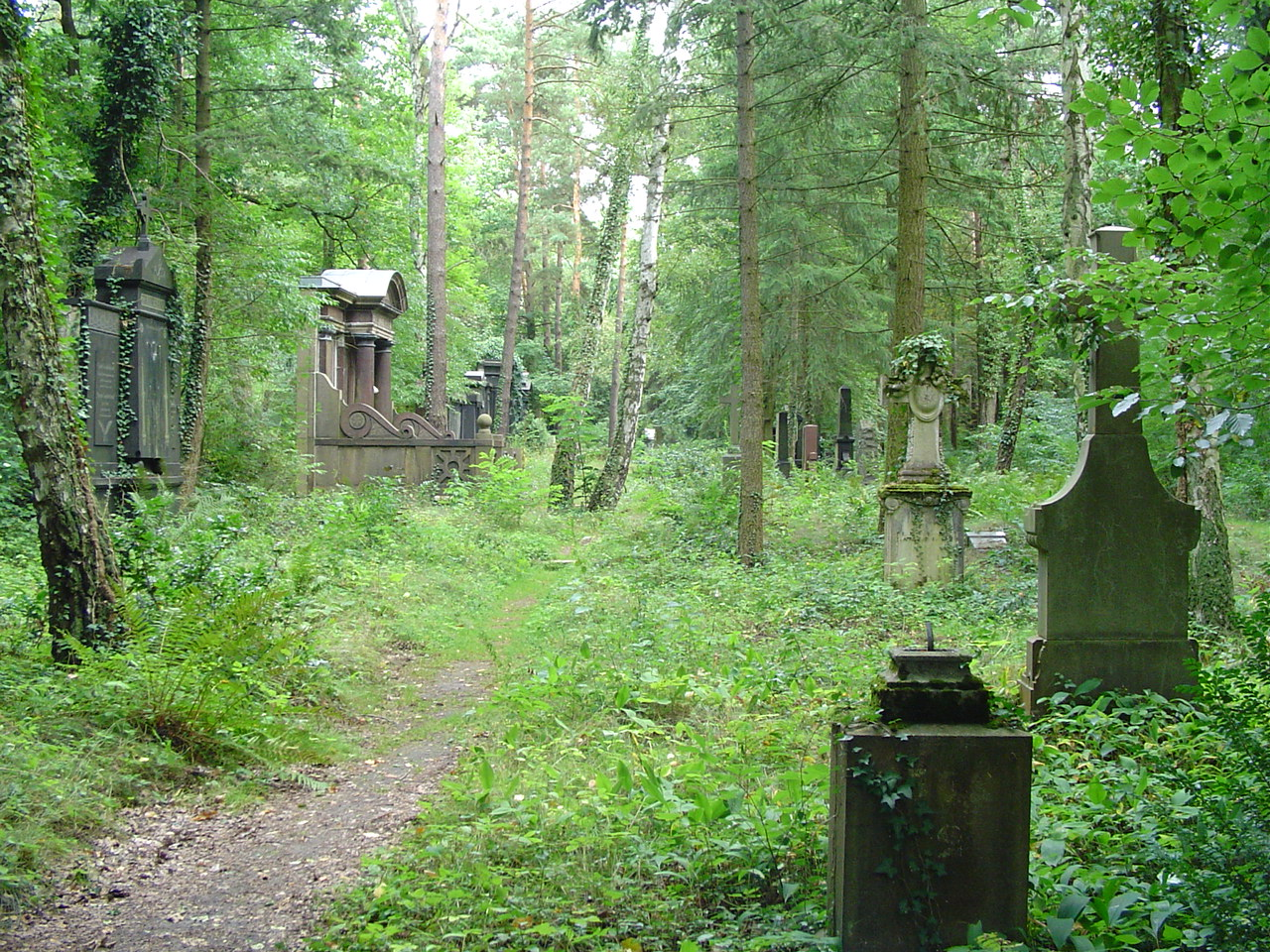
Campa no bloco Alte Umbettung

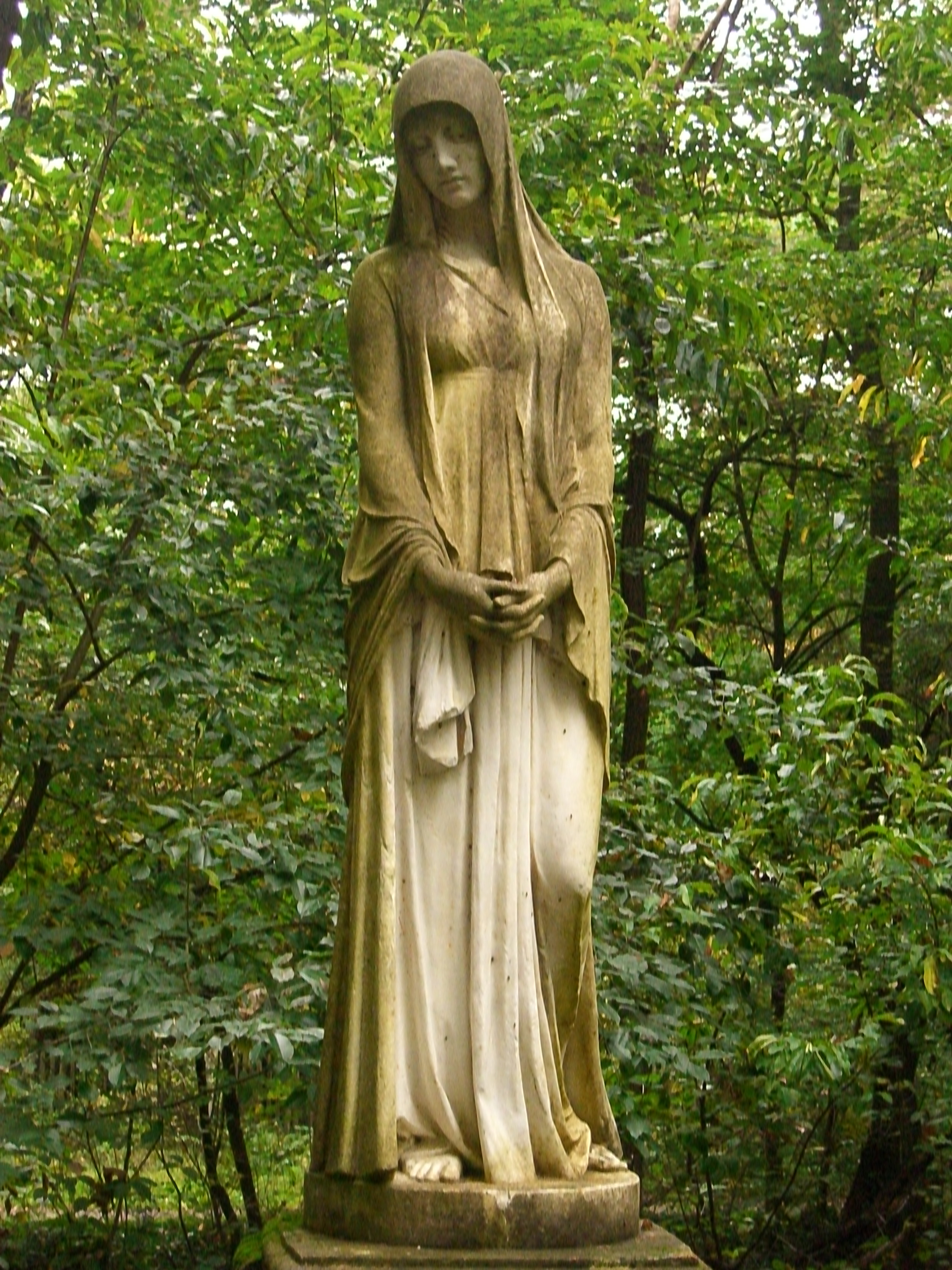
Sepultura do fotógrafo da corte Julius Cornelius Schaarwächter, completo com os "enlutados" (1905) por Wilhelm Wandschneider, 1938 por casa Alten St.-Matthäus-Kirchhof Berlin

O Südwestkirchhof do Sínodo da cidade de Berlim em Stahnsdorf ou abreviadamente Südwestkirchhof Stahnsdorf é um cemitério, aberto em 1909, da igreja evangélica da comunidade da Associação Sinodal da Cidade de Berlim.
Está localizado ao sudoeste de Berlim, fora dos limites da cidade, em área da comunidade brandemburguesa de Stahnsdorf, sendo com área total de aproximadamente 206 hectares um dos maiores cemitérios da Europa bem como depois do Cemitério de Ohlsdorf em Hamburgo o segundo maior cemitério da Alemanha.

## Personalidades sepultadas

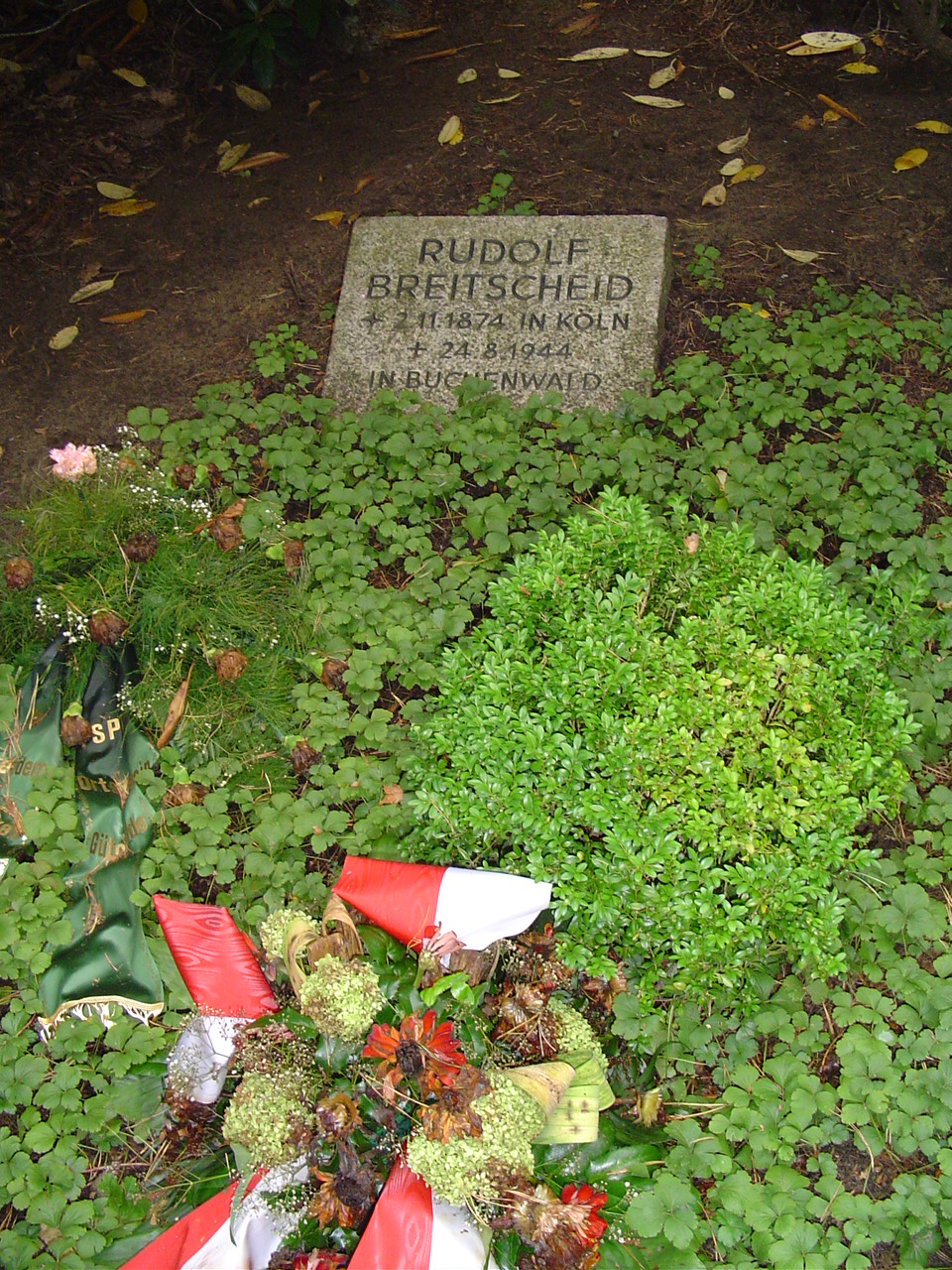
Sepultura de Rudolf Breitscheid

(± = Túmulo da honra de Berlim)

### A–B
- Max Adalbert (1874–1933), ator (Bloco Urnenhain I)
- Hugo Alexander-Katz (1846–1928), jurista e escritor (Bloco Alte Umbettung)
- Georg Graf von Arco (1869–1940), físico und pioneiro do rádio (Bloco Heilig Geist)
- Elisabeth Baronin von Ardenne ± (1853–1952), Effi Briest“ (Bloco Trinitatis)
- Carl von Arnim (1831–1905), (Bloco Neue Umbettung)
- Julius Arnold (1847–1926), jurista (Bloco Lietzensee)
- Lola Artot de Padilla (1876–1933), sopranista (Bloco Charlottenburg)
- Fritz Banneitz (1885–1940), engenheiro (Bloco Charlottenburg)
- Adolf Bastian ± (1826–1905), etnólogo (Bloco Trinitatis)
- Julius Becher (1842–1907), médico (Bloco Alte Umbettung)
- Wilhelm von Bezold (1837–1907), físico e meteorologista (Bloco Neue Umbettung Sammelgrab)
- Arthur Binz (1868–1943), químico (Bloco Trinitatis)
- Fritz Bley (1853–1931), escritor (Bloco Schöneberg)
- Ludwig Blumreich (1872–1932), ginecologista (Bloco Charlottenburg)
- Friedrich Boden (1870–1947), diplomata de Braunschweig (Bloco Nathanael)
- Georg Bodenstein (1860–1941) (Bloco Epiphanien)
- Alfred Boehm-Tettelbach (1878–1962), general da infantaria (Bloco Erlöser)
- Hermann Boost (1864–1941), engenheiro civil, professor (Bloco Reformation)
- August Borchard (1864–1940), cirurgião e médico-general (Bloco Lietzensee)
- Eberhard Borkmann (1935–2015), cinegrafista
- Rudolf Bosselt (1871–1938), escultor (Urnenhain II)
- Franz Bracht (1877–1933), político (Bloco Charlottenburg)
- Rudolf Breitscheid ± (1874–1944), político (Bloco Lietzensee)
- Paul Brockmüller (1864–1925), pintor e ilustrador (Bloco Nathanael)
- Carl Bruhns (1869–1934), dermatologista (Bloco Heilig Geist)
- Thea Brünner (1927–2016)
- Walter Burghardt (1885–1938), político (NSDAP), MdR (Bloco Trinitatis)
- Alexander von Busse (1814–1878), tenente general (Bloco Neue Umbettung)

### C–F
- Richard Calwer (1868–1927), político, MdR (Bloco Reformation)
- Hugo Conwentz (1855–1922), botânico (Bloco Neue Umbettung)
- Lovis Corinth ± (1858–1925), pintor impressionista (Bloco Trinitatis)
- Max de Crinis (1889–1945), psiquiatra e Neurologe (Bloco Stahnsdorf)
- Otto Dambach (1831–1899), político (Bloco Neue Umbettung)
- Jean Eduard Dannhäuser (1868–1925), escultor (Bloco Erlöser)
- Paul Deegener (1875–1949), zoólogo e entomologista (Bloco Trinitatis)
- Theodor Demmler (1879–1944), historiador da arte (Bloco Lietzensee)
- Erna Denera (1879–1938), sopranista (Bloco Charlottenburg)
- Wilhelm Diegelmann (1861–1934), ator (Bloco Trinitatis)
- Hugo Distler (1908–1942), compositor (Bloco Reformation)
- Richard Dittmer (1840–1925)  (Bloco Schöneberg)
- Friedrich Dolezalek (1873–1920), físico-químico (Bloco Charlottenburg)
- Max Donisch (1880–1941), compositor (Bloco Nathanael)
- Max Donnevert (1872–1936), jurista, político (Bloco Charlottenburg)
- Otto Dziobek (1856–1919), matemático (Bloco Trinitatis)
- Richard Eilenberg (1848–1927), compositor (Bloco Reformation)
- Albert Eulenburg (1840–1917), Neurologe (Bloco Alte Umbettung)
- Franz Eulenburg (1867–1943) (Bloco Urnenhain III)
- Michael Moritz Eulenburg (1811–1887) (Bloco Alte Umbettung)
- Ernst Ewald (1836–1904), pintor (Bloco Alte Umbettung)
- Karl Emil Anton Ewald (1845–1915), Internist (Gastroenterologe) (KapellenBloco)
- Ingeborg Falck (1922–2005), Geriaterin (Bloco Neuer Ehrenhain)
- Otto von Falke (1862–1942), historiador da arte (Bloco Erlöser)
- Franz Feist (1864–1941), químico (Bloco Erlöser)
- Reinhold Felderhoff (1865–1919), escultor (Bloco Trinitatis)
- Kurt Feldt (1887–1970), General da Cavalaria (Bloco Trinitatis)
- Oskar Fleischer (1856–1933) (Bloco Erlöser)
- Max Fleischmann (1872–1943), jurista (Bloco Trinitatis)
- Max von Foerster (1845–1905), oficial engenheiro (Bloco Alte Umbettung)
- Theodor Fontane jun. (1856–1933) (KapellenBloco)
- Jean Kurt Forest (1909–1975), compositor (Bloco Epiphanien)
- Rudolf Frank (1863–1926), químico und Industrieller (Bloco Reformation)
- Moritz Freiberger (1861–1937), químico textil (Bloco Charlottenburg)
- Otto Freybe (1865–1923), meteorologista (Bloco Nathanael)
- Walther Frieboes (1880–1945), dermatologista (Bloco Reformation)
- Max Friedlaender (1852–1934) (Liedforscher) (Bloco Erlöser)
- Karl Frik (1878–1944) (Bloco Heilig Geist)
- Hermann Friling (1867–1940), pintor, Illustrator e arquiteto interior (Bloco Charlottenburg)
- Otto Frömmel (1873–1940) (Bloco Lietzensee)
- Fritz Fuhrmeister (1862–1937), compositor (Bloco Trinitatis)

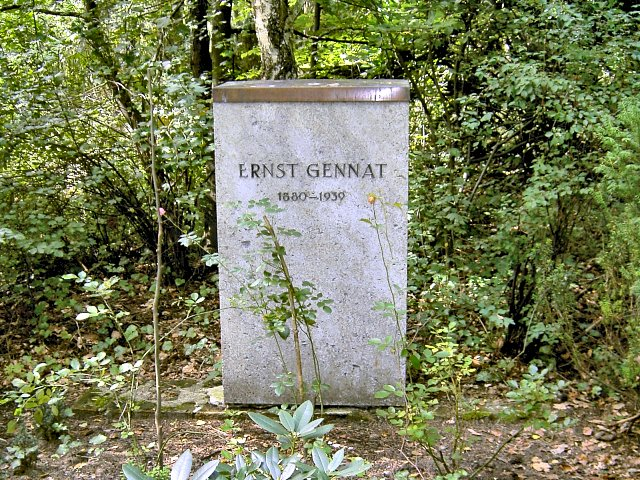
Sepultura de Ernst Gennat

### G–H
- Otto Gaebel (1837–1906), (Neue Umbettung)
- Heinrich Gebhardt (1883–1939) (Bloco Nathanael)
- Hermann Geib (1872–1939), jurista e político (Bloco Trinitatis)
- Ernst Gennat (1880–1939), criminalista (Bloco Reformation)
- Arthur Georgi sen. (1865–1945) (Bloco Trinitatis)
- Franz Gerkrath (1835–1901) (Bloco Neue Umbettung)
- Konrad Görler (1936–2012), geólogo (Bloco Nathanael, Urnengemeinschaftsfeld)
- Georg Gothein (1857–1940), político, MdR (Bloco Reformation)
- Joachim Gottschalk ± (1904–1941), ator (Bloco Charlottenburg)
- Adolf Gottstein ± (1857–1941), médico (Bloco Nathanael)
- Hermann Granier (1857–1941), historiador e arquivista (Bloco Nathanael)
- Wilhelm Groener (1867–1939), político (KapellenBloco)
- Walter Gropius senior (1848–1911), arquiteto (Bloco Neue Umbettung)
- Ernst Gumlich (1859–1930), físico (Bloco Trinitatis)
- Hanno Günther (1921–1942) (Bloco Urnenhain III)
- Wilhelm Guttmann (1886–1941), cantor de ópera e compositor (Bloco Urnenhain II)
- Ferdinand Haasenstein (1828–1901) (Bloco Alte Umbettung)
- Franz Habich (1852–1937), arquiteto (Bloco Charlottenburg)
- François Haby (1861–1938) (Bloco Alte Umbettung)
- Adolf von Hahnke (1873–1936) (Bloco Nathanael)
- Max Haller (1867–1935), engenheiro e Industrial (Bloco Epiphanien)
- Erich Hamann (1880–1949) (KapellenBloco)
- Erik Jan Hanussen (1889–1933) (Bloco Charlottenburg)
- Carl Dietrich Harries (1866–1923), químico (Bloco Trinitatis, na sepultura da família Siemens)
- Wilhelm Hartmann (1853–1922) (HeldenBloco)
- Hannjo Hasse (1921–1983), ator (Bloco Schöneberg)
- Paul Hassel (1838–1906), historiador e arquivista (Bloco Alte Umbettung)
- Walter Hauschild (1876–1969), escultor (Bloco Heilig Geist)
- Christian Heidecke (1837–1925), arquiteto (Bloco Alte Umbettung)
- Eduard Heilfron (1860–1938), jurista (Bloco Charlottenburg)
- Erwin von Heimerdinger (1856–1932), General major e político (Bloco Urnenhain II)
- Elfriede Heisler (1885–1919), atrizt (Bloco Erlöser)
- Rudolf Hellwag (1867–1942) (Bloco Schöneberg)
- Theodor Hemptenmacher (1853–1912) (Bloco Alte Umbettung)
- Otto Henrich (1871–1939), engenheiro (KapellenBloco)
- Friedrich August Herbig (1794–1849) (Bloco Alte Umbettung)
- Hans Hermann (1870–1931), compositor (Bloco Neue Umbettung)
- Paul Herz (1854–1930), jurista (Bloco Schöneberg)
- Willy Hess (1859–1939), Violinista (Bloco Trinitatis)
- Emil Heymann (1878–1936), neurocirurgião (Bloco Schöneberg)
- Karl Hilgers (1844–1925), escultor (Bloco Trinitatis)
- Max Hoenow (1851–1909), pintor (Bloco Neue Umbettung)
- Otto von Hoffmann (1833–1905) (Bloco Alte Umbettung)
- Karl Holl (Theologe) (1866–1926), historiador (Bloco Trinitatis)
- Friedrich Carl Holtz (1882–1939) (Bloco Heiliggeist)
- Ivan Horák (1942–2009) (Bloco Lietzensee)
- Gustav Horcher (1873–1931) (Bloco Trinitatis)
- Paul Hubrich (1869–1948), escultor (Bloco Heilig Geist)
- Engelbert Humperdinck ± (1854–1921), compositor (Bloco Erlöser)
- Richard Hüttig (1908–1934),  (Bloco Charlottenburg)

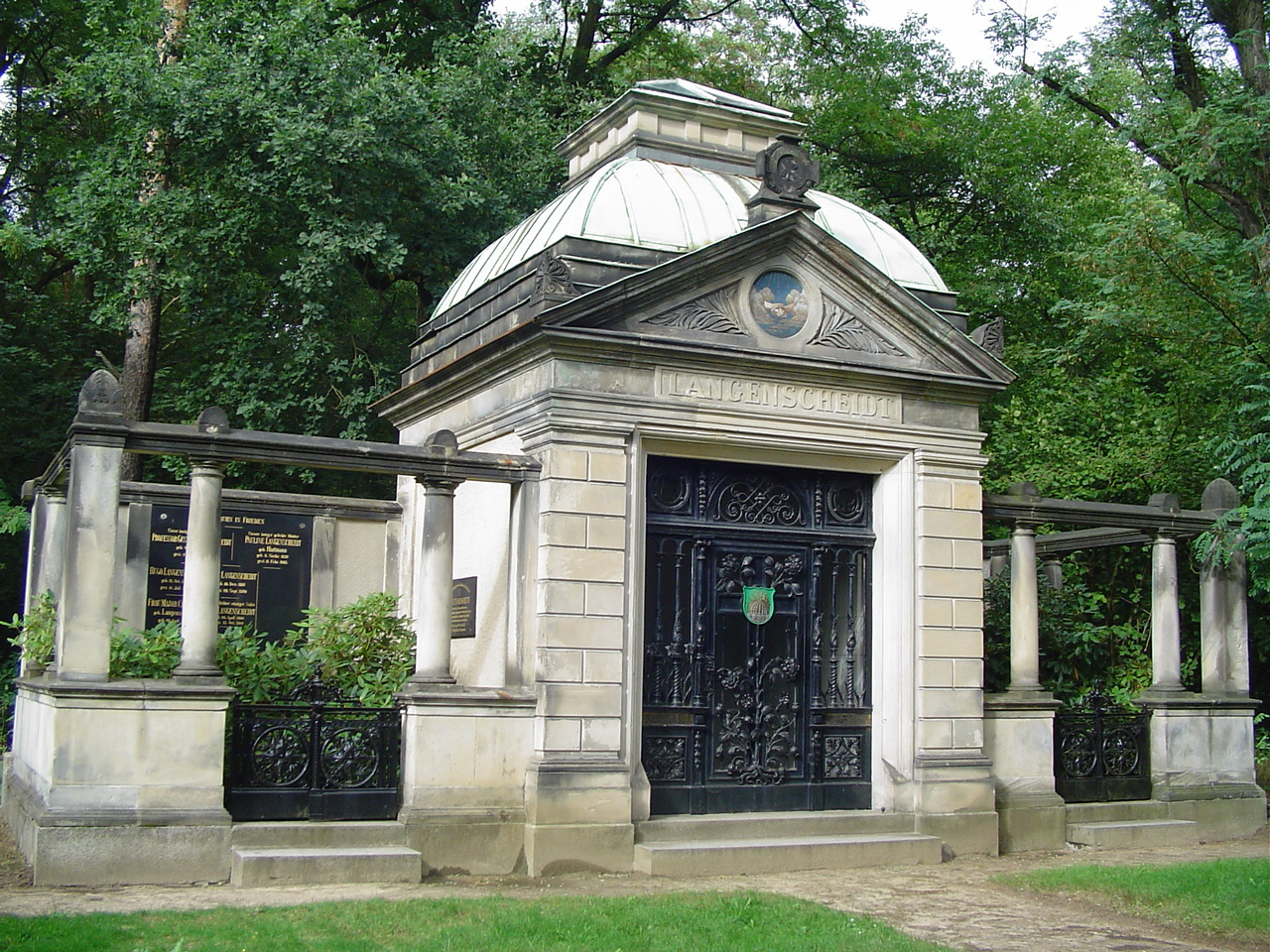
Mausoleum Langenscheidt

### I–K
- Heinrich Ilgenfritz (1899–1969) (Bloco Lietzensee)
- Martin Jacobi (1865–1919), compositor (Bloco Reformation)
- Emil Jacobs (Bibliothekar) (1868–1940), bibliotecário (Bloco Stahnsdorf)
- Siegfried Jacobsohn ± (1881–1926), jornalista (Bloco Charlottenburg)
- Andreas Fedor Jagor (1816–1900)  (Bloco Alte Umbettung)
- Georg Jochmann (1874–1915), Internista (Bloco Epiphanien)
- Ernst Joerges (1874–1926), jurista e político (Bloco Lietzensee)
- Julius Jordan (1877–1945), arqueólogo (Bloco Trinitatis)
- Max Jordan ± (1837–1906), historiador da arte (Bloco Trinitatis)
- Gustav Kadelburg (1851–1925) (Bloco Erlöser)
- Johannes Kaempf (1842–1918), político (Bloco Alte Umbettung)
- Wilhelm Kahlert (1877–1932), Vice admiral (Bloco Nathanael)
- Erich Kaiser-Titz (1875–1928), ator (Bloco Lietzensee)
- Oskar Kanehl (1888–1929)  (Bloco Charlottenburg)
- Georg Kautz (1860–1940), jurista (Bloco Reformation)
- Hermann Kawerau (1852–1909) (Bloco Epiphanien)
- Karl Kehrer (1849–1924), General de artilharia (Bloco Trinitatis)
- Willem Kes (1856–1934) músico (Bloco Erlöser)
- Alexander von Kluck (1846–1934) (Bloco Heilig Geist)
- Wilhelm Klumberg (1886–1942) (Bloco Trinitatis)
- Max Otto Köbner (1869–1934) (KapellenBloco)
- Willi König (1884–1955), meteorologista (Bloco Lietzensee)
- Paul Kolbe (1848–1933), General major e escritor militar (Bloco Heilig Geist)
- Hermann Krause (1848–1921), médico (Bloco Trinitatis)
- Emil Krebs (1867–1930) (Bloco Epiphanien)
- Herbert Kröger (1913–1989), jurista (Bloco Stahnsdorf)
- Ernst Kromayer (1862–1933), Dermatologe
- August Krönig (1822–1879), químico e físico (Bloco Alte Umbettung)
- Kurt Kroner (1885–1929), escultor (Bloco Reformation)
- Manfred Krug (1937–2016), ator (Bloco Lietzensee)
- Otto Ludwig Krug von Nidda (1810–1885) (Bloco Neue Umbettung, Sammelgrab)
- Emil Krüger (1855–1925) (Bloco Nathanael)
- Hugo Andres Krüss (1879–1945), bibliotecário (Bloco Trinitatis)
- Carl von Kühlewein (1846–1916) (Bloco Alte Umbettung)
- Friedrich Julius Kühns (1830–1869), jurista (Bloco Trinitatis)
- Kurt Kühns (1868–1942), escritor (Bloco Nathanael)
- Konrad Küster (1842–1931), médico (Bloco Neue Umbettung)
- Wilhelm Kuhnert (1865–1926), escritor de animais (Bloco Epiphanien)
- Max Kumbier (1867–1937) (Bloco Erlöser)

### L
- Otto Graf Lambsdorff (1926–2009), político da FDP (Bloco Epiphanien)
- Hellmut Lange (1923–2011), ator (Bloco Epiphanien)
- Gustav Langenscheidt (1832–1895) (Bloco Alte Umbettung)
- Gilda Langer (1896–1920), atriz (Bloco Lietzensee)
- Hans L’Arronge (1874–1949), escritor (Bloco Neue Umbettung).
- Otto Laubinger (1892–1935), ator (Bloco Epiphanien)
- Paul Lehfeldt (1848–1900), historiador da arte (Bloco Reformation)
- Paul Lensch (1873–1926) jornalista e político, MdR (Bloco Trinitatis)
- Erich Leschke (1877–1933) (Bloco Heilig Geist)
- Edmund Lesser (1852–1918) (Bloco Trinitatis)
- Heinrich Lessing (1856–1930), pintor (Bloco Epiphanien)
- Magnus von Levetzow (1871–1939) político, MdR (Bloco Lietzensee)
- Emmi Lewald (1866–1946), escritora (Bloco Neue Umbettung)
- Felix Lewald (1855–1914) (Bloco Neue Umbettung)
- Hans Licht (1876–1935), pintor (Bloco Epiphanien)
- Adalbert Lieban (1877–1951), cantor de ópera (Bloco Erlöser)
- Julius Lieban (1857–1940), cantor de ópera (Bloco Erlöser)
- Walter Lieck (1906–1944), ator (Bloco Urnenhain III)
- Otto von Linstow (1872–1929), geólogo (Bloco Neue Umbettung)
- Georg von der Lippe (1866–1933) (Bloco Erlöser)
- Stephan Löffler (1877–1929), engenheiro mecânico (Bloco Neue Umbettung)
- Heinrich Lübbe (1884–1940), engenheiro mecânico (Bloco Trinitatis)
- Richard Lucae (1829–1877), arquiteto (Bloco Neue Umbettung, Sammelgrab)
- Georg Lucas (1865–1930), jurista e político, MdR  (Bloco Lietzensee)
- Jean Lulvès (1833–1889), pintor (Bloco Neue Umbettung)
- Georg Lunge (1839–1923), químico (Bloco Nathanael)
- Christian Luerssen (1843–1916), botânico (Bloco Gustav Adolf)
- Paul Luther (1868–1954), político, MdR (Bloco Trinitatis)

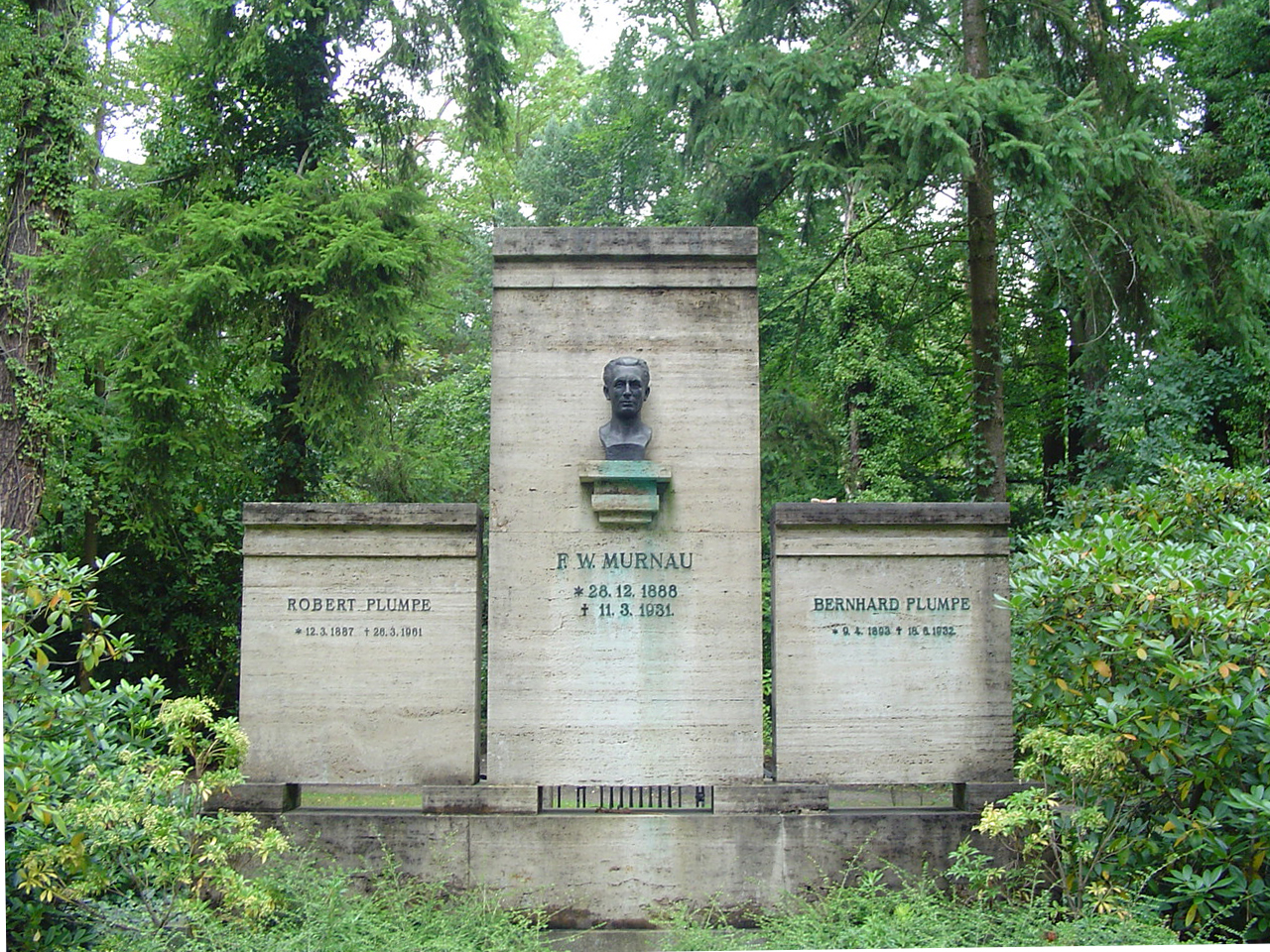
Sepultura de Friedrich Wilhelm Murnau

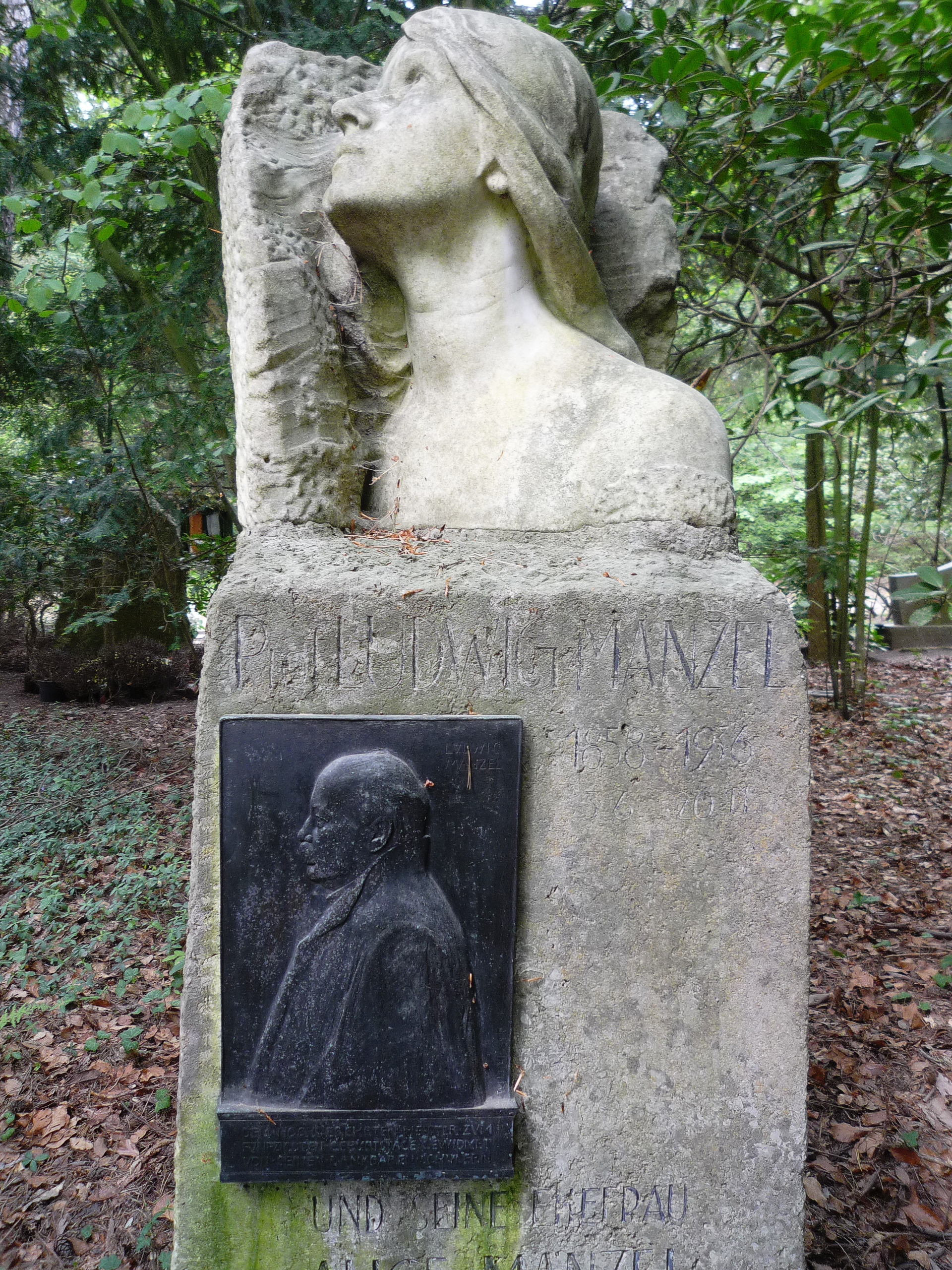
Sepultura do escultor Ludwig Manzel

### M–N
- Friedrich August Mahling (1865–1933), teólogo (Bloco Erlöser)
- Paul Manteufel (1879–1941) (Bloco Nathanael)
- Karl Ludwig Manzel (1858–1936), escultor (Bloco Heilig Geist)
- Maja Maranow (1961–2016), atriz (Bloco Lietzensee)
- Adolf Bernhard Marx (1795–1866) compositor (Bloco Neue Umbettung Sammelgrab)
- Conrad Matschoß (1871–1942) diretor de VDI (Bloco Reformation)
- Franz Mauve (1864–1931), Vice-admiral (Bloco Heilig Geist)
- August Meitzen (1872–1910) (Bloco Neue Umbettung)
- Walter Mentz (1875–1923), engenheiro naval (Bloco Epiphanien)
- Carl Metzner (1884–1965), arquiteto e escultor (Bloco Heilig Geist)
- Johann Georg Meyer von Bremen (1813–1886), pintor (Bloco Neue Umbettung)
- Georg Ludwig Meyn (1859–1920), pintor (Bloco Schöneberg)
- Emil Milan (1859–1917), ator e realizador (Bloco Trinitatis)
- Adele Milan–Doré (1869–1918), atriz austríaca (Bloco Trinitatis)
- Fritz Milkau (1859–1934), bibliotecário (Bloco Urnenhain III)
- Robert Misch (1860–1929), escritor (Bloco Charlottenburg)
- Albert von Mischke (1830–1906), general da infantaria (Bloco Alte Umbettung)
- Wilhelm Modersohn (Jurist) (1859–1935) jurista (Bloco Heilig Geist)
- Hans Moldenhauer (Tennisspieler) (1901–1929), tenista (Bloco Heilig Geist)
- Alexander Graf von Monts de Mazin (1832–1889), Vice-admiral (Bloco Neue Umbettung, Sammelgrab)
- Eugen Müllendorff (1855–1934), engenheiro e escritor (Bloco Schöneberg)
- Waldemar Mueller (1851–1924), político (Bloco Alte Umbettung)
- Theodor Müller-Fürer (1853–1913), jornalista (Bloco Epiphanien)
- Reinhard Mumm (1873–1932), político, MdR (Bloco Heilig Geist)
- Friedrich Wilhelm Murnau ± (1888–1931) (Bloco Schöneberg)
- Hans Mützel (1867–1928), pintor e escritor (Bloco Charlottenburg)
- Agathe Nalli-Rutenberg (1838–1919), escritora (Bloco Neue Umbettung)
- Max Naumann (1875–1939), jurista, político (Bloco Urnenhain II)
- Wilhelm Neef (1916–1990), compositor e dirigent (Bloco Schöneberg II)
- Heinrich Nicklisch (1876–1946) (Bloco Nathanael)
- Albert Niemann (Sänger) (1831–1917), cantor de ópera (Bloco Alte Umbettung)
- Hedwig Niemann-Raabe (1844–1905), atriz (Bloco Alte Umbettung)
- Johannes Noack (1878–1942) (Bloco Schöneberg)
- Adelsteen Normann (1846–1918), pintor (Bloco Trinitatis)

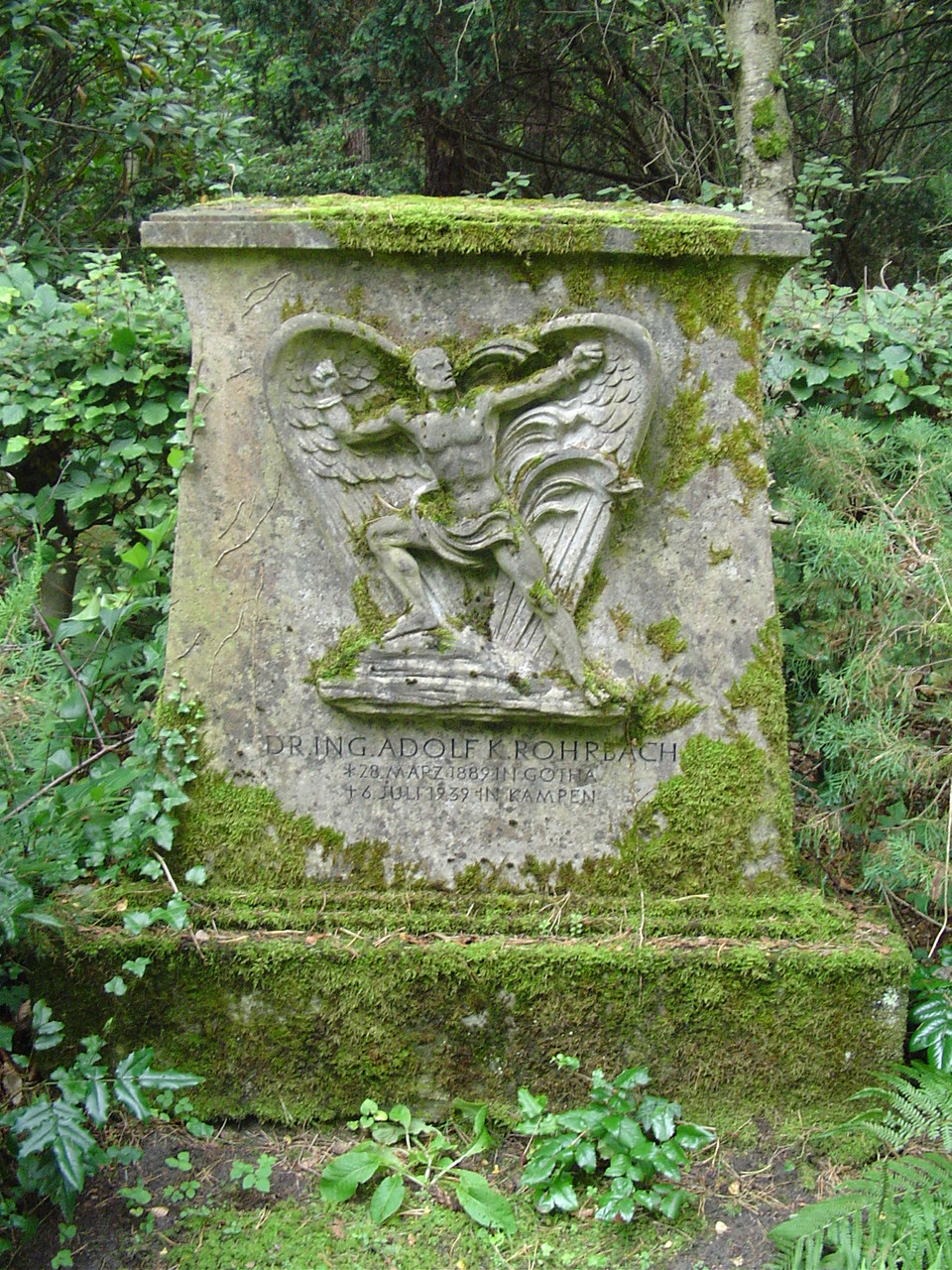
Sepultura de Adolf Rohrbach

### O–R
- Oskar Ollendorff (1865–1939), historiador da arte (Bloco Urnenhain II)
- Friedrich von Oppeln-Bronikowski (1873–1936), escritor (Bloco Trinitatis)
- Helmut Otto (Künstler) (1937–2012), pintor (Bloco Epiphanien)
- Walter von Pannwitz (1856–1920), jurista  (Bloco Trinitatis)
- Fritz von Pappritz (1832–1924); General
- Friedrich Paschen (1865–1947), físico (Bloco Charlottenburg)
- Rudolf Penzig (1855–1931), escritor, político (Bloco Charlottenburg)
- Max Peters (Komponist) (1849–1927), compositor (Bloco Heilig Geist)
- Wilhelm Philipps (Theologe) (1859–1933), político (Bloco Schöneberg)
- Albert Plehn (1861–1935) (Bloco Charlottenburg)
- Bernhard Plockhorst (1825–1907), pintor (Alte Umbettung)
- Oskar Poensgen (1873–1918) (Bloco Charlottenburg)
- Felix Poppenberg (1869–1915), escritor (Bloco Trinitatis)
- Emil Prill (1867–1940) (Bloco Charlottenburg)
- Willi Prion (1879–1939)  (Bloco Nathanael)
- Heinz Püschel (1919–2010), jurista (Urnenhain III)
- Elisabeth Pungs (1896–1945) (Urnenhain III)
- Arthur Quassowski (1858–1943), General (Bloco Reformation)
- Wilhelm von Radowitz (1875–1939), Diplomata  (Bloco Charlottenburg)
- August Raps (1865–1920), físico (Bloco Trinitatis)
- Clara Ratzka (1871–1928) (Bloco Charlottenburg)
- Erich von Redern (1861–1937), General (Bloco Alte Umbettung)
- Guido Reger (1958–2009) (Bloco Lietzensee)
- Paul Reichard (1854–1938) (Bloco Neue Umbettung)
- Gustav Reichardt (1797–1884), compositor (Bloco Alte Umbettung)
- Otto Reichelt (1854–1899) (Bloco Alte Umbettung)
- Emanuel Reicher (1849–1924), ator (Bloco Charlottenburg)
- Ferdinand von Richthofen (1833–1905), geográfo (Bloco Alte Umbettung)
- Paul Rilla (1896–1954) (Bloco Reformation)
- Rolf Ripperger (1928–1975), ator (Bloco Stahnsdorf)
- Ralph Arthur Roberts (1884–1940), ator (Bloco Charlottenburg)
- Georg Roch (1881–1943), escultor (Bloco Epiphanien)
- Adolf Rohrbach (1889–1939), construtor de aviões (Bloco Lietzensee)
- Charlotte Rohrbach (1902–1981) (Bloco Lietzensee)
- Albert Rossow (1857–1943), compositor (Bloco Stahnsdorf)
- Friedrich Rückward (1872–1933)  (Bloco Trinitatis)
- Hugo Rüdel (1868–1934)  (Bloco Trinitatis)
- Johann Rump (1871–1941), escritor (Bloco Helig Geist)
- Edmund Rumpler ± (1872–1940), construtor de aviões (Bloco Reformation)

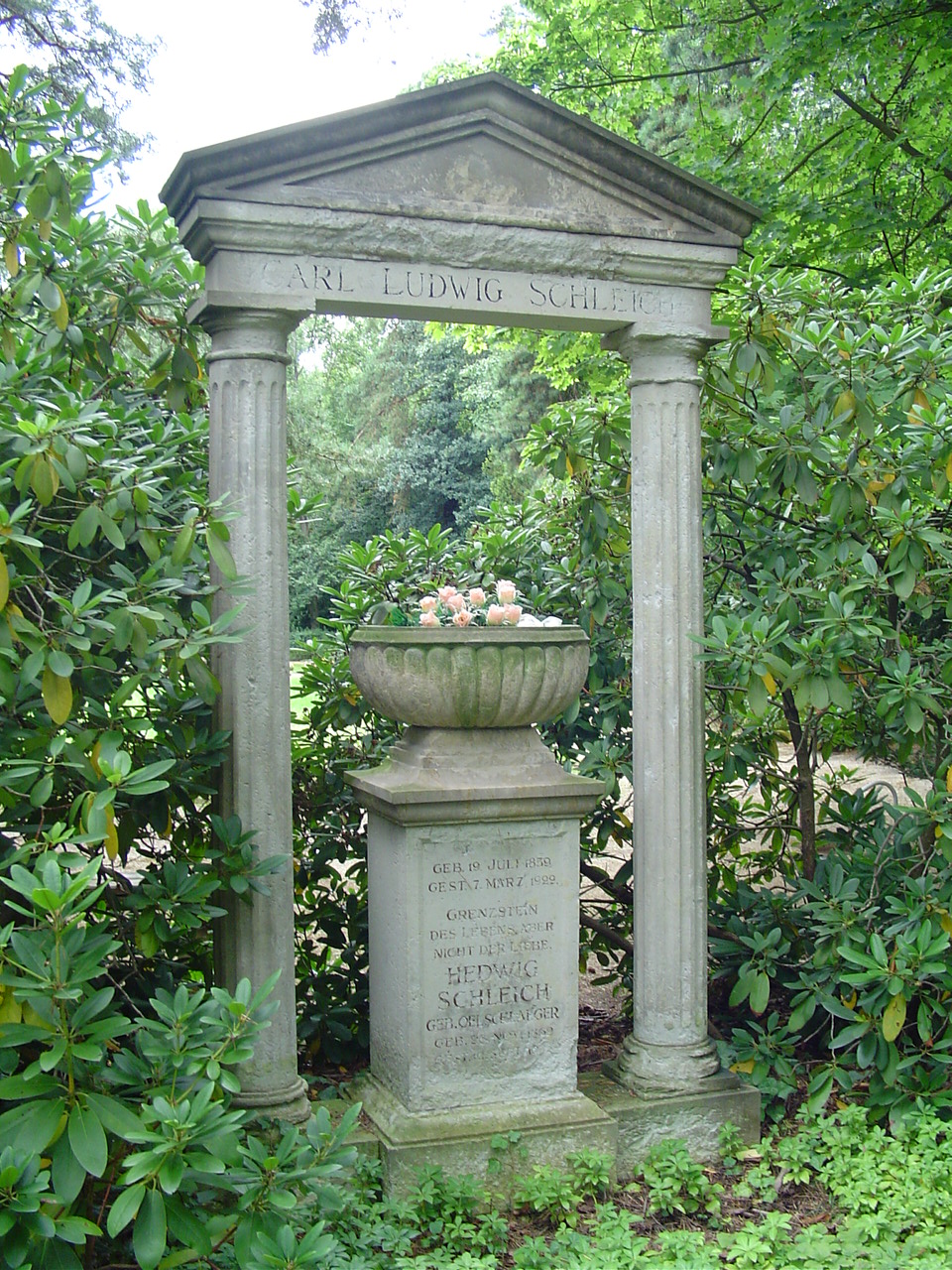
Sepultura de Carl Ludwig Schleich

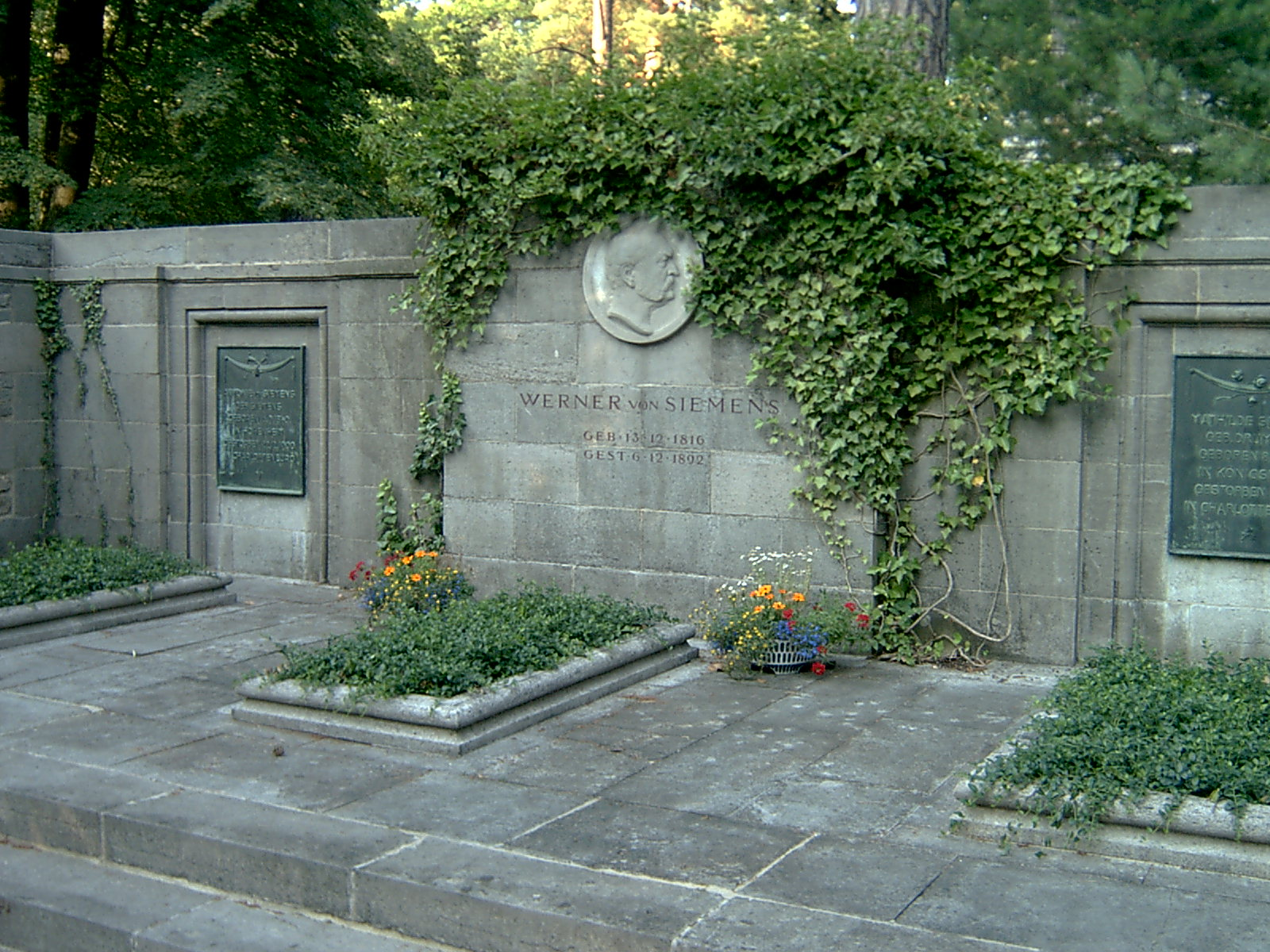
Sepultura da família Siemens

### S–T
- Oscar Sauer (1856–1918), ator (Bloco Nathanael)
- Julius Cornelius Schaarwächter (1847–1904) (Bloco Alte Umbettung)
- Clemens Scharschmidt (1880–1945) (Bloco Stahnsdorf)
- Carl Ludwig Schleich (1859–1922), médico e escritor (Bloco Erlöser)
- Paul „Sling“ Schlesinger (1878–1928), jornalista (Bloco Charlottenburg)
- Wilhelm Georg Schmidt (1900–1938) (Bloco Trinitatis)
- Alfred Schneider ± (1876–1941), artista (Bloco Nathanael)
- Arthur Scholtz (1871–1935), político (Bloco Heilig Geist)
- Eberhard Schrader (1836–1908) (Bloco Alte Umbettung)
- Hermann Schröder (1876–1942), odontologista (Bloco Nathanael)
- Otto Schröder (1851–1937) (Bloco Erlöser)
- Franz Schröter (1883–1933) (Bloco Heilig Geist)
- Ludwig Schuch (1885–1939) (Bloco Reformation)
- Julius Schulhoff (1825–1899), compositor (Bloco Alte Umbettung)
- Werner Schultz (1878–1944) (Bloco Urnenhain III)
- Ernst Seger (1868–1939), escultor (Bloco Schöneberg)
- Siegfried Seidel-Dittmarsch (1887–1934), político (Bloco Alte Umbettung)
- Meta Seinemeyer (1895–1929), soprano (Bloco Heilig Geist)
- Emil Seling (1868–1939), dirigente e compositor (Bloco Charlottenburg)
- Gustav Adelbert Seyler (1846–1935) (Bloco Neue Umbettung)
- Carl Friedrich von Siemens (1872–1941), industrial e político (Bloco Trinitatis)
- Carl Georg Siemens (1808–1885) (Bloco Trinitatis)
- Georg Wilhelm von Siemens (1855–1919), industrial (Bloco Trinitatis)
- Peter von Siemens (1911–1986), industrial (Bloco Trinitatis)
- Werner von Siemens (1816–1892), industrial (Bloco Trinitatis)
- Maximilian Skibicki (1866–1940) (Bloco Urnenhain II)
- Ludwig von Sobbe (1835–1918), general da infantaria (Bloco Alte Umbettung)
- Franz Sondinger [apelido Dhünen] (1896–1939), escritor e regente teatral (Bloco Charlottenburg)
- Eduard Sonnenburg (1848–1915), cirurgião (Bloco Lietzensee)
- Heinrich Sperling (1844–1924), pintor de animais (Bloco Heilig Geist)
- Johann Christian August Sponholz (1827–1907) (Bloco Alte Umbettung)
- Günter Ssymmank (1919–2009), engenheiro e designer (Bloco Epiphanien)
- Horst Stechbarth (1925–2016) (Bloco Reformation)
- Reinhold Steig (1857–1918) (Bloco Erlöser)
- Georg Steinmetz (1882–1936), arquiteto (Bloco Erlöser)
- Paul Stenger (1865–1940), médico (HNO) (Bloco Trinitatis)
- Max Stickel (1875–1952), médico (ginecologista) (Bloco Trinitatis)
- August Stramm (1874–1915) (Bloco Heilig Geist)
- Fritz Straßmann (1858–1940) (Bloco Heilig Geist)
- Karl Strecker (1861–1945) (Bloco Nathanael)
- Alfred Struwe (1927–1998), ator (Bloco Stahnsdorf)
- Georg Stuhlfauth (1870–1942), arqueólogo e historiador (Bloco Reformation)
- Ulrich Stutz (1868–1938), historiador do direito (Bloco Nathanael)
- Friedrich Suckow (1870–1937) (Bloco Trinitatis)
- Otto Taubmann (1859–1929), compositor (Bloco Schöneberg)
- Adalbert von Taysen (1832–1906) historiador militar (Bloco Neue Umbettung)
- Martin Tuszkay (1884–1940) (Bloco Charlottenburg)
- Gantscho Tzenoff (1870–1949), historiador búlgaro (Bloco Trinitatis)

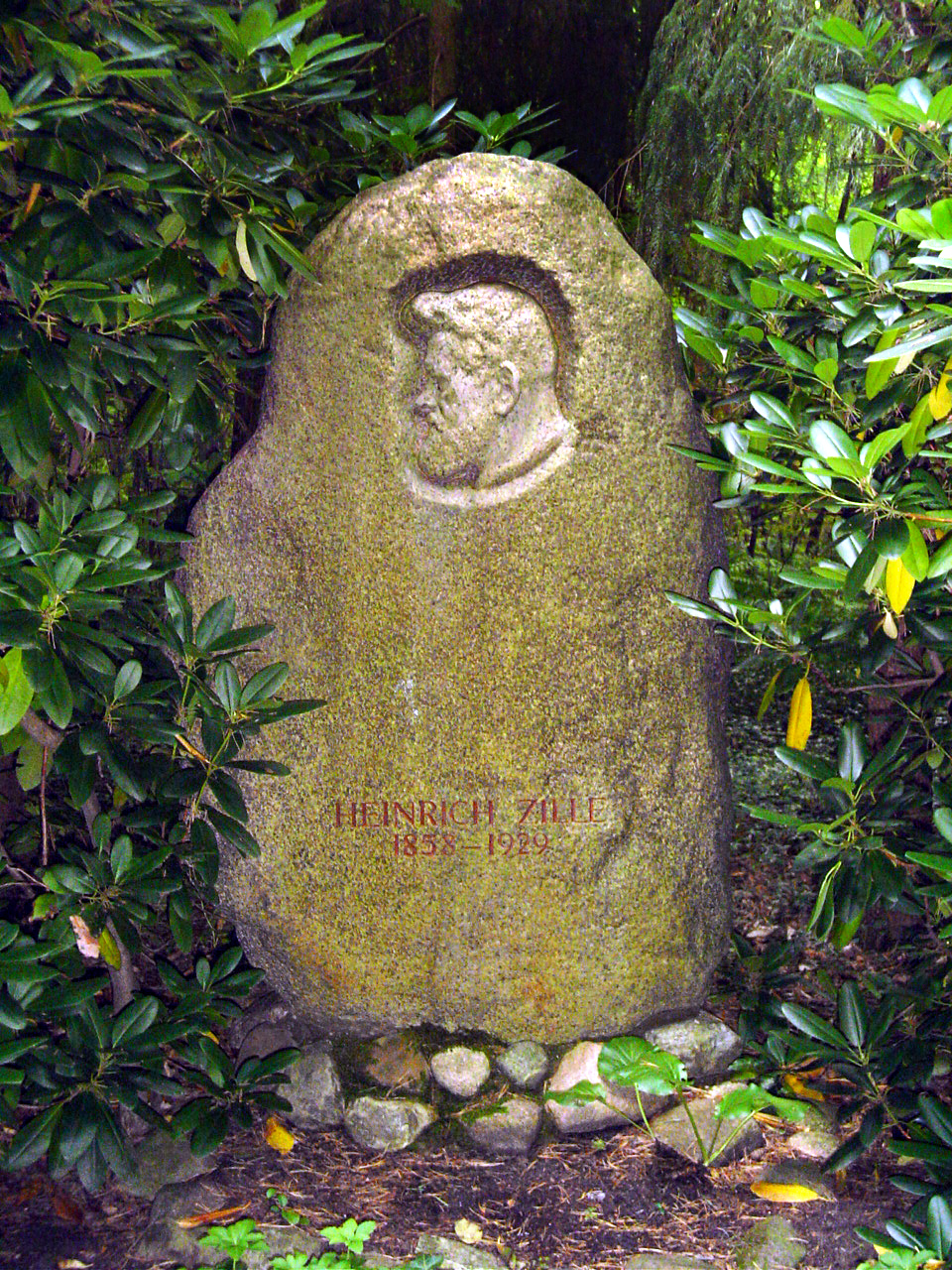
Sepultura de Heinrich Zille

### U–Z
- Louis-Ferdinand Ullstein (1863–1933) (Bloco Charlottenburg)
- Jürgen Ulzen (1937–2010), político (Bloco Reformation)
- Martin Uppenbrink (1934–2008), jurista (Bloco Heilig Geist)
- Max Valentin (1875–1931), escultor (Bloco Trinitatis)
- Karl Viereck (1853–1916), jurista, MdHdA (HeldenBloco)
- Ferdinand Voigt (1824–1893) (Bloco Schöneberg)
- Ernst Vollert (1855–1931) (Bloco Heilig Geist)
- Fritz Wagner (1934–2011) (Bloco Epiphanien)
- Rudolf Walter (1864–1941), arquiteto (Bloco Lietzensee)
- Carl Warnstorf (1837–1921) (Bloco Schöneberg)
- Hans Wassmann (1873–1932), ator (Bloco Heilig Geist)
- Friedrich Weißler (1891–1937), jurista (Bloco Epiphanien)
- Wilhelm Werner (1850–1915) (Bloco Trinitatis)
- Willy Werner (1868–1931), pintor (Bloco Trinitatis)
- Georg Carl Wever (1807–1884) (Bloco Alte Umbettung)
- Margarete Wiedeke (1874–1940) (Bloco Urnenhain II)
- Paul Wiegler (1878–1949), historiador da literatura (Bloco Reformation)
- Wilhelm Wiegmann (1851–1920), pintor (Bloco Urnenhain III)
- Albert Wilkening (1909–1990) (Bloco Schöneberg)
- Heinrich Wittich (1816–1887), pintor e arqueólogo (Bloco Alte Umbettung)
- Bodo von Witzendorff (1876–1943), General (Bloco Reformation)
- Georg Wolf (1858–1930), escultor (Bloco Gustav Adolf)
- Meta Wolff (1902–1941), atriz (Bloco Charlottenburg, sepultura da família Joachim Gottschalk)
- Werner Wolffheim (1877–1930) (Bloco Charlottenburg)
- Friedrich Ernst Wolfrom (1857–1923), pintor (Bloco Trinitatis)
- Emmy Wyda (1876–1942), atriz (Bloco Reformation)
- Dieter Wyss (1923–1994), escritor (Bloco Lietzensee)
- Heinrich Zille ± (1858–1929), pintor e desenhista (Bloco Epiphanien)
- Karl Günther Zimmer (1911–1988), físico (Bloco Nathanael)
- Friedrich Zingel (1877–1943), escritor (Bloco Urnenhain III)
- Theophil Zolling (1849–1901), jornalista (Bloco Neue Umbettung Sammelgrab)
- Nathan Zuntz (1847–1920), médico (Bloco Heilig Geist)

## Designers bem conhecidos dos monumentos no pátio da Igreja do Sudoeste
- Emil Cauer der Jüngere:  Bloco Trinitatis.
- Eugen Confeld von Felbert:  Bloco Alte Umbettung.
- Reinhold Felderhoff: Bloco Alte Umbettung.
- Otto Freundlich: KapellenBloco (verschollen).
- Alfred Grenander:
- Adolf von Hildebrand: Bloco Trinitatis.
- Hermann Hosaeus:  Bloco Epiphanien, Leopold Seeck, Bloco Nathanael.
- Fritz Klimsch: Bloco Heilig Geist.
- Joseph von Kopf: Bloco Neue Umbettung.
- August Kraus: Bloco Epiphanien
- Hans Latt: Bloco Alte Umbettung.
- Hugo Lederer: Bloco Trinitatis.
- Karl Ludwig Manzel: Bloco Heilig Geist.
- Hermann Joachim Pagels: Bloco Trinitatis.
- Heinrich Pohlmann: Bloco Alte Umbettung.
- Richard Scheibe: Bloco Neue Umbettung.
- Constantin Starck (1866–1939): Bloco Trinitatis
- Milly Steger: Bloco Trinitatis.
- Max Taut: KapellenBloco.
- Heinrich Waderé: KapellenBloco.
- Wilhelm Wandschneider: Bloco Alte Umbettung.

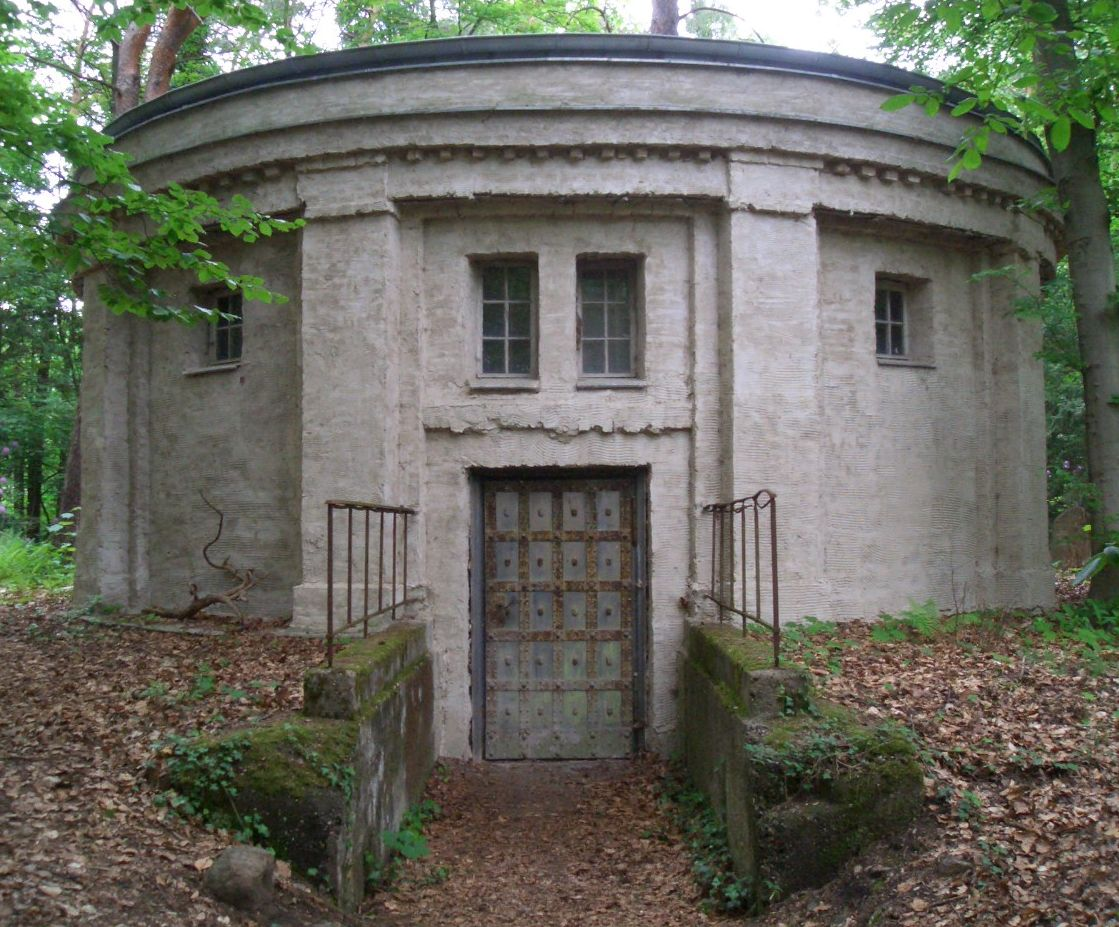
Instalação de hidroforos sob a forma de Mausoléu (1912)